# استیفنز (جورجیا)
استیفنز (به انگلیسی: Stephens) یک منطقهٔ مسکونی در ایالات متحده آمریکا است که در جورجیا واقع شده‌است. استیفنز ۱٬۰۳۵ نفر جمعیت دارد و ۲۳۳ متر بالاتر از سطح دریا واقع شده‌است.